# 要潤
要 潤（かなめ じゅん、1981年〈昭和56年〉2月21日 - ）は、日本の俳優、タレント。香川県三豊郡三野町（現・三豊市）出身。フリップアップを経て、現在はPLAN-Dに所属。
三豊市立下高瀬小学校、三豊市立三野津中学校、香川県立高瀬高等学校卒業。

## 来歴

### 幼少期 - 学生時代
幼少期は関西テレビ放送製作の番組を見て育ち、毎週土曜日には吉本新喜劇を見ていたことから、ボケの意識が体に染みついているという。
小学4年生の時、陸上クラブに入ったのをきっかけに中学・高校と陸上部に所属。
特にハードルが得意で頭角を現す。いずれはオリンピックを夢見ていた。陸上を続けたのは好きだということと、中学の先生の影響が大きかった。先生によると、「彼のすごい所は、走り幅跳びの記録が１メートル以上伸びたんです。2ヵ月足らずで。目指す上で、彼がオリンピックっていうのはひとつ見えるところではあったかな」と証言している。
高校3年生（1998年）の6月、四国地区インターハイ。決勝の400mハードル競技で転倒して失格になり挫折。
陸上を諦めて、「ふっと出てきた」俳優を目指すことに決める。両親を説得し、1999年3月の高校卒業式翌日に夜行バスで上京。母も部屋探しに同行するが、案じる気持ちを抑えつつ「1ヵ月の生活費は出します。あとは自分でしなさい。そんなに言うならしなさい」と要に話した。

### 下積み時代
弁当屋、警備員、工場のラインなどアルバイトを掛け持ちしながらオーディションを受け続けた。少しだけ公文でもアルバイトをした。プロダクションに売り込むが断られる日々が続き、営業活動は断念する。当時同居していた友人によると、週7日夜中に働いて、オーディションに行って、コンビニ弁当しか食べてなくて過労で血尿が出たこともあったという。
スカウト前の1999年、『笑っていいとも!』の「看板男コレクションのオーディションに来ない？」とフジテレビのスタッフから声を掛けられ、俳優志望の友人とオーディションを受けて合格、番組に出演し優勝している。この時は居酒屋と警備員を掛け持ちしていた。スタジオアルタで警備のアルバイトをしていたところ、タモリが声をかけたというのは間違いである。
失敗続きだったが、新宿の居酒屋チェーン店でアルバイト中、フリップアップの人に「俳優にならないか」とスカウトされた。
スカウトされた際に相談に乗ってくれたのが、居酒屋の板長で「潤ちゃん、大きな事務所に入って勝負するより、小さな事務所に入る方がいいんじゃない？」と言って背中を押してくれた。
一番長く働いたのはイタリア料理店。キッチンで料理人やホールと何役もこなしていた。

### 俳優として
2001年、『仮面ライダーアギト』の氷川誠 / 仮面ライダーG3役でデビューし、注目を集める。「イケメンヒーロー」ブームを牽引した。同年公開の『劇場版 仮面ライダーアギト PROJECT G4』では、映画初出演。
2002年の昼ドラ『新・愛の嵐』ではヒロインの相手役を演じ人気を博す。その後はテレビドラマ、映画、CM、バラエティなど多方面でマルチな活躍を見せている。
NHK連続テレビ小説『まんてん』、『GOOD LUCK!!』、『夜王』、『タイヨウのうた』など、多くのドラマで助演を続け、映画『雀鬼くずれ』シリーズでは主演を務めた。
出身地・香川県をPRするキャンペーンで架空の県名「うどん県」の副知事として広報活動を担当している。また、三豊市の「三豊ふるさと大使」も担当している。
2023年3月末をもって長年所属したフリップアップを退所。今後は海外への活動の場を広げたいという意思であり、今後とも自身に変わらぬご支援をたまわりたくお願い申し上げると伝えた。

### 私生活
2013年4月、元タレントで美容関連会社社長の女性と結婚、同年12月16日、第1子となる男児が誕生したことを明らかにした。2015年12月24日には第2子となる女児が誕生した。
2024年10月にロサンゼルスと日本の2つの拠点で生活を始めたことを明かした。

## 人物
- 子供のころのあだ名は「ジュンペイ」[24]。

### 趣味・特技
- 趣味は料理[1]と乗馬[25]。
- マジックが得意。難易度の高いものはやらないが、簡単なものや、演技力が必要なマジックを得意としている[1]。
- ビアガーデンでバイトした経験があり、ゲスト出演した番組[要文献特定詳細情報]では複数のジョッキを一度に運ぶ技（両の手で数個ずつジョッキを持ち、さらにそれらで挟むようにしながら複数のジョッキを抱える運び方）を披露した。
- 『たまむすび』のリスナーで、要のラジオ番組『Be Style』（2021年1月30日、2月6日放送）に赤江珠緒がゲスト出演[26][27]。その後念願であった『たまむすび』（2021年2月17日放送）に出演している[24]。

### 性格
- 『流星の絆』で共演した二宮和也から「ボケたがり」と言われるほどお笑いが好き。バラエティでも積極的にボケたがる傾向にある。若手時代も普通の俳優ならば、バラエティで緊張してしまい、アドリブが出来ないことが多いが、アドリブも無茶振りも平気でこなしていた。
- 器用なほうではなく、仕事がうまくいかなかったときは何がダメだったか、それをひたすら考える。もし次にチャンスがあったときは、二度と同じ轍を踏まない、と自分に言い聞かせる[15]。

### 苦手
- カエルが大の苦手でマンションにカエルが一度出ただけですぐに引っ越したほど。巨大なカエルをマンションで目撃し、石を投げてもカエルが平気な顔をしていたため、玄関の鍵を厳重にかけて入らないようにしたこともある。嫌いになったきっかけは子供のころに友達がカエルを捕まえて、誤ってお腹を強く掴んだ際に口から丸々蝿が出てきて「こんなもん食べてるの!?カエルって蝿で出来てるの!?」という衝撃で嫌いになったという[28][29]。しかし、イラストなどデフォルメされたキャラクターのカエルは平気である。

### 家族・親族
- 父、母、兄がいる[30][31]。
- 結婚後は妻、2人の子供がいる。
- 父は中学時代から野球をしており、高校卒業後に大阪でエレベーターの補修会社に就職。野球からゴルフに転身したジャンボ尾崎の姿をテレビで見て衝撃を受け、4年で香川に帰郷。プロゴルファーを目指しながらゴルフ場で働いた[32]。現在はアマチュアゴルフの大会に出場している[33]。
- 要が駆け出しの頃、ファンサイトに投稿した一人一人に父がメッセージを返していた[34]。
- 母は行儀作法の指導をしている[35][36][37]。両親はゴルフ場で働いていた時に知り合う[38]。
- 父方の曽祖父は石探しに情熱を注ぐ人で、城山で旧石器時代の石器を発掘している。鎌田共済会郷土博物館の学芸員によると、「城山の遺跡というのはすごく有名な遺跡なんですけれども、その研究が始まった大本と言いますか、これが見つかったおかげで研究が始まったと言っても過言ではないと思います」と話している[39]。
- 母方の祖父は1頭の牛から酪農を始め、最盛期は50頭を超えるほどまでになった。生産量が増えたことにより、坂出市近郊の学校給食に牛乳が取り入れられた[40]。
- 先祖は高松城の石垣を造るために、岡山からやって来た。

### 学生時代のエピソード
- 中学生のころから、地元で子ども会のボランティア団体であるジュニアリーダーとして活動し、子ども会のキャンプやクリスマス会などで子どもを相手にレクリエーションゲームの指導などを行なっていた。後に「引っ込み思案だった自分が人前に立つことのきっかけになったのはジュニアリーダーでの経験が生かされている」と語っている。
- 1996年、外国人の女性が1ヵ月間実家にホームステイしていた[41]。
- インターハイでハードルを越えられなかった時のことを振り返り、「あのときの陸上のつらさより、今のところ生きていてつらいことはないです。あれを超えるものはないです。8台目で転んだんですけど、その8台目のハードルを越えることがなかったです。それ以降練習してても。倒しちゃったり。もうこれだめなんだって自分の中でもトラウマになっているなって。そこで閉ざされたって思っちゃったんですよね。道が閉ざされちゃったって」と話している[42]。

### 俳優になってからのエピソード
- 『仮面ライダーアギト』に出演していたころは、元住吉に住んでおり、撮影スタジオがある大泉学園まで1時間半かけて通っていたとラジオ番組で語っている[43]。
- 特撮番組出演後に、ある程度有名になった俳優には所属事務所の方針や本人の意向からその経歴をなかったことにするケースがある中、彼自身はその経歴を隠すことはなく、メディアに出た際も『仮面ライダーアギト』に出演していたころのことを積極的に話すことが多い。また、当時のことを回想すると、自分が頑張って取り組んだシーンでも「お前！芝居できてねぇな！」と監督やカメラマンなどに厳しく駄目だしをくらって、時にはそのシーンはカットされ、落ち込むことがよくあったという。また、『アギト』に出演中に街中でファンに声を掛けられ、写真を求められても断らずに受けていた。番組のロケでお祭りに行った際にお面屋さんで『アギト』を発見し、手に取ってしみじみと眺めていた。また、要が積極的に仮面ライダー出身であることを話すようになってから、仮面ライダー出身の俳優が隠さずに話すようになってきている。
- SunSet SwishのPVに計3度出演しており、要本人は同バンドのファンである。これに関連して、要出演のドラマ『曲がり角の彼女』で、同バンドの1stシングル「明日、笑えるように」が挿入歌になっていた。
- 2003年1月期の日曜劇場『GOOD LUCK!!』では航空整備士を演じ、約10年後の2012年10月期にはフジテレビのドラマチック・サンデー枠で放送された『TOKYOエアポート〜東京空港管制保安部〜』で航空管制官を演じ、さらに翌年の2013年4月期の日曜劇場『空飛ぶ広報室』では航空自衛官を演じている（これらは全て日曜9時の枠である）。

## 出演

### テレビドラマ

#### 連続ドラマ
- 仮面ライダーアギト（2001年1月28日 - 2002年1月27日、テレビ朝日） - 氷川誠 役
- 新・愛の嵐（2002年7月1日 - 9月27日、東海テレビ） - 鳥居猛 役
- 連続テレビ小説（NHK）
  - まんてん（2002年9月30日 - 2003年3月29日） - 中島隆 役
  - まんぷく（2018年10月 - 2019年3月） - 香田忠彦 役
  - らんまん 第7週 - 第21週（2023年5月 - 8月） - 田邊彰久 役[44]
- 天才柳沢教授の生活 第6話（2002年11月20日、フジテレビ） - "男爵" 役
- GOOD LUCK!!（2003年1月19日 - 3月23日、TBS） - 阿部貴之 役
- ドラゴン・ボクサー（2003年1月 - 3月、テレビ東京） - 小早川聖一 役
- 心の手料理（2003年4月 - 9月、テレビ東京）
- 動物のお医者さん（2003年4月17日 - 6月26日、テレビ朝日） - 二階堂昭夫 役
- 恋文 〜私たちが愛した男〜（2003年10月8日 - 12月10日、TBS） - 若林誠 役
- ライオン先生（2003年10月13日 - 12月15日、読売テレビ） - 早川将太 役
- 僕と彼女と彼女の生きる道（2004年1月6日 - 3月23日、関西テレビ） - 岸本肇 役
- 電池が切れるまで（2004年4月22日 - 6月24日、テレビ朝日） - 間宮京太郎 役
- ラストプレゼント 娘と生きる最後の夏（2004年7月7日 - 9月15日、日本テレビ） - 安芸蓮太郎 役
- 19borders（2004年10月 - 2005年10月、BS日テレ） - 水野嘉浩 役
- 忠臣蔵（2004年10月 - 12月、テレビ朝日） - 岡野金右衛門 役
- マザー&ラヴァー 第12話（2004年12月21日、関西テレビ） - 神野麻衣子の彼 役
- 曲がり角の彼女（2005年4月 - 6月、関西テレビ） - 甲本一樹 役
- 東京ワンダーツアーズ（2005年9月 - 2006年3月、日本テレビ） - 恩田豪 役
- 今夜ひとりのベッドで（2005年10月 - 12月、TBS） - 市ノ瀬了 役
- 夜王〜YAOH〜（2006年1月 - 3月、TBS） - 修 役
- 少女には向かない職業（2006年5月、GyaO） - 宮乃下浩一郎 役
- タイヨウのうた（2006年7月 - 9月、TBS） - 工藤洋平 役
- 嫌われ松子の一生（2006年10月 - 12月、TBS） - 龍洋一 役
- たったひとつの恋（2006年10月 - 12月、日本テレビ） - 月丘達也 役
- ヒミツの花園（2007年1月 - 3月、関西テレビ） - 片岡智 役
- 探偵学園Q（2006年7月1日・2007年7月 - 9月、日本テレビ） - 遠山金太郎（キンタ） 役
- 肩ごしの恋人（2007年7月 - 9月、TBS） - リョウ 役
- 黄金の舌 / おじいさん先生 第8話（2007年9月1日、日本テレビ）
- あしたの、喜多善男〜世界一不運な男の、奇跡の11日間〜（2008年1月 - 3月、関西テレビ） - 森脇大輔 役
- キミ犯人じゃないよね?（2008年4月 - 6月、テレビ朝日） - 宇田川教生 役
- 太陽と海の教室 第2話（2008年7月28日、フジテレビ） - 河端正吾 役
- 親孝行プレイ（2008年10月 - 12月、毎日放送） - 次男・ケンジ 役
- 流星の絆（2008年10月 - 12月、TBS） - 戸神行成 役
- RESCUE〜特別高度救助隊（2009年1月 - 3月、TBS） - 葛城康介 役
- ゴッドハンド輝（2009年4月 - 5月、TBS） - 四宮蓮 役
- アタシんちの男子（2009年4月 - 6月、フジテレビ） - 大蔵風 役
- アンタッチャブル〜事件記者・鳴海遼子〜（2009年10月 - 12月、朝日放送・テレビ朝日） - 遠山史朗 役
- 小公女セイラ 第7話 - 最終話（2009年11月28日 - 12月19日、TBS） - 栗栖慶人 役
- 大河ドラマ（NHK）
  - 龍馬伝 第11回 - 最終回（2010年3月14日 - 11月28日） - 沢村惣之丞 役
  - 花燃ゆ（2015年1月 - 12月） - 入江九一 役
  - 青天を衝け 第3回 - 第28回（2021年2月28日 - 9月26日） - 松平春嶽 役[45][46]
  - 豊臣兄弟!（2026年1月〈予定〉- ） - 明智光秀 役[47]
- 泣かないと決めた日（2010年1月 - 3月、フジテレビ） - 仲原翔太 役
  - 絶対泣かないと決めた日〜緊急スペシャル〜（2010年7月2日）
- 三代目明智小五郎〜今日も明智が殺される〜 第1話（2010年4月13日、毎日放送）
- ハガネの女（2010年5月 - 7月、テレビ朝日） - 塩田渉 役
  - ハガネの女 Season 2（2011年4月 - 6月） - 塩田渉 役（友情出演）
- うぬぼれ刑事（2010年7月 - 9月、TBS） - 松岡征士郎 役
- パーフェクト・リポート（2010年10月 - 12月、フジテレビ） - 黄田功 役
- LADY〜最後の犯罪プロファイル〜（2011年1月 - 3月、TBS） - 寺田毅彦 役
- バラ色の聖戦（2011年9月 - 10月、テレビ朝日） - 浅野宏輝 役
- 王様の家（2011年10月 - 12月、BS朝日） - 平井翔 役
- 僕とスターの99日（2011年10月 - 12月、フジテレビ） - 橋爪和哉 役
- 早海さんと呼ばれる日（2012年1月 - 3月、フジテレビ） - 早海研二 役
  - 早海さんと呼ばれる日スペシャル（2012年6月10日・17日）
- クロヒョウ2 龍が如く 阿修羅編（2012年4月 - 6月、毎日放送） - 野崎亮 役
- 息もできない夏（2012年7月 - 9月、フジテレビ） - 鮎川宏基 役
- TOKYOエアポート〜東京空港管制保安部〜（2012年10月 - 12月、フジテレビ） - 近藤幸宏 役
- ラストホープ 第9・10話（2013年3月12日・19日、フジテレビ） - 町田真一 役
- 空飛ぶ広報室（2013年4月 - 6月、TBS） - 片山和宣 役
- 東京トイボックス（2013年10月 - 12月、テレビ東京） - 主演・天川太陽 役
- 刑事のまなざし（2013年10月 - 12月、TBS） - 菊池大雅 役
- 大東京トイボックス（2014年1月 - 3月、テレビ東京） - 天川太陽 役
- 極悪がんぼ 第3話（2014年4月28日、フジテレビ） - 林五郎 役
- 黒服物語（2014年10月 - 12月、テレビ朝日） - 玉木 役
- 警部補・杉山真太郎〜吉祥寺署事件ファイル（2015年1月 - 3月、TBS） - 永峰有 役
- 闇の伴走者（2015年4月11日 - 5月9日、WOWOW）[48] - 小澤幸秀 役
- エイジハラスメント（2015年7月 - 9月、テレビ朝日） - 佐田航一 役
- コウノドリ 第1話（2015年10月16日、TBS） - 小早川俊也 役
- サイレーン 刑事×彼女×完全悪女（2015年10月20日 - 12月15日、フジテレビ） - 月本圭 役
- 掟上今日子の備忘録（2015年11月28日 - 12月12日、日本テレビ） - 今日子のことを知る男（第8話）、澤野信二（第9・10話）役
- 重版出来!（2016年4月 - 6月、TBS） - 成田メロンヌ 役[49]
- ON 異常犯罪捜査官・藤堂比奈子（2016年7月12日 - 9月6日、関西テレビ） - 倉島敬一郎 役[50]
- 人形佐七捕物帳（2016年10月 - 2017年3月、BSジャパン） - 主演・人形佐七 役[51]
- 実況される男（2016年10月 - 12月、フジテレビ）
- 下剋上受験（2017年1月 - 3月、TBS） - 徳川直康 役[52]
- コードネームミラージュ（2017年4月 - 6月、テレビ東京） - 御崎蔵人 役
- 犯罪症候群 Season1 第1 - 3話（2017年4月8日 - 4月22日、東海テレビ） - ジーニアス 役
- カンナさーん!（2017年7月 - 9月、TBS） - 鈴木礼 役
- ユニバーサル広告社〜あなたの人生、売り込みます!〜（2017年10月 - 12月、テレビ東京） - 村崎六郎 役
- 海月姫（2018年1月 - 3月、フジテレビ） - 花森よしお 役
- 僕らは奇跡でできている（2018年10月 - 12月、関西テレビ） - 樫野木聡 役[53]
- ストロベリーナイト・サーガ（2019年6月 、フジテレビ） - 木野一政 役
- 悪魔の弁護人・御子柴礼司 〜贖罪の奏鳴曲〜（2019年12月 - 2020年1月、東海テレビ） - 御子柴礼司 役
- シロでもクロでもない世界で、パンダは笑う。（2020年1月12日 - 3月15日、読売テレビ） - 神代一樹 役
- 華麗なる一族（2021年4月18日 - 7月11日、WOWOW） - 美馬中 役
- TOKYO MER〜走る緊急救命室〜（2021年7月4日 - 9月12日、TBS） - 千住幹生 役[54]
  - TOKYO MER〜隅田川ミッション〜（2023年4月16日）[55]
- ドクターX〜外科医・大門未知子〜 第7シリーズ（2021年10月21日 - 12月16日、テレビ朝日） - 興梠広 役
- 妙高のたからもの（2022年1月30日、チャンネルNECO）- 主演・近藤堯 役[56][注釈 2]
- 元彼の遺言状 第1話・第2話（2022年4月11日・18日、フジテレビ）- 森川拓未 役[57]
- インビジブル 第3話（2022年4月29日、TBS）- 天野太一 役
- BSプレミアムドラマ 拾われた男 Lost Man Found（2022年6月26日 - 8月28日、NHK BSプレミアム・ディズニープラス）- 塚本 役[58]
- ジャパニーズスタイル（2022年10月22日 - 12月24日、テレビ朝日） - 影島駿作 役[59]
- 連続ドラマW フィクサー Season1（2023年4月23日 - 5月21日、WOWOW） - 丸岡慎之介 役[60][61]
  - フィクサー Season2（2023年7月9日 - 8月6日）[62]
  - フィクサー Season3（2023年10月8日 - 11月5日）[63]
- ラストマン-全盲の捜査官- 第5話 - 最終話（2023年5月21日 - 6月25日、TBS） - 皆実誠 役[64]
- ソロ活女子のススメ3 第10話（2023年6月8日、テレビ東京） - 男性客（妖精さん） 役[65]
  - ソロ活女子のススメ5 第4話（2025年4月24日）[66]
- 花咲舞が黙ってない（2024年4月13日 - 6月15日、日本テレビ） - 紀本平八 役[67]
- 私の死体を探してください。（2024年9月4日 - 10月9日、テレビ東京） - 神永進 役[68]
- ザ・トラベルナース 第2話（2024年10月24日、テレビ朝日） - 神保輝之 役[69]
- TRUE COLORS（2025年1月5日 - 3月2日、NHK BSプレミアム4K・NHK BS4K） - 朝倉智之 役[70]
- プライベートバンカー 第1話（2025年1月9日、テレビ朝日） - 宇佐美卓也 役[71]
- ちはやふる-めぐり-（2025年7月9日 - 、日本テレビ） - 藍沢進 役[72]
- 終幕のロンド -もう二度と、会えないあなたに-（2025年10月〈予定〉 - 、関西テレビ・フジテレビ） - 御厨利人 役[73]

#### 単発ドラマ
※連続ドラマにも出演のものは上記に表記。
- この冬の恋（2002年、フジテレビ） - 本宮克 役
- 怪談新耳袋「第三診療室」（2003年、BS-i） - 主演
- 3時のおやつ（2004年1月9日、テレビ朝日） - 牧野耕平 役
- ナニワ金融道6（2005年1月3日、フジテレビ） - 渋谷 役
- 水曜プレミア（TBS）
  - 刹那に似てせつなく（2005年3月16日）
  - 夜王（2005年5月11日） - 水谷修 役
- DRAMA COMPLEX / 火垂るの墓（2005年11月1日、日本テレビ） - 澤野善衛 役
- 天使の梯子（2006年10月22日、テレビ朝日） - 一本槍歩太 役
- 姿三四郎（2007年12月6日、テレビ東京） - 津久井譲介 役
- いつもキモチにスイッチを（2007年12月7日、BSフジ） - 主演・北川エイイチ 役
- 恋のから騒ぎ 〜Love Stories V〜「電報を打つ女」（2008年10月10日、日本テレビ）
- 藤子・F・不二雄のパラレル・スペース「かわい子くん」（2008年11月21日、WOWOW） - 青山満男 役
- チーム・バチスタの栄光SPECIAL〜新たな迷宮への招待〜（2009年9月15日、関西テレビ） - 赤城誠一郎 役
- 最後の絆 沖縄・引き裂かれた兄弟 〜鉄血勤皇隊と日系アメリカ兵の真相〜（2011年8月13日、フジテレビ） - 主演・東江盛勇 役
- もう誘拐なんてしない（2012年1月3日、フジテレビ） - 高沢裕也 役
- 金曜プレステージ特別企画 / 悪党（2012年11月30日、フジテレビ） - 坂上洋一 役
- GI DREAM（2013年2月2日、BSフジ） - 調教師・育馬 役
- ドラマスペシャル 味いちもんめ（2013年5月11日、テレビ朝日） - 中津川浩 役
- 怪物（2013年6月27日、読売テレビ） - 堂島昭 役
- 花の鎖（2013年9月17日、フジテレビ） - 山本健太 役
- 磁石男（2014年6月13日、日本テレビ） - 氷室浩太郎 役
  - 磁石男2015（2015年9月18日）
- テレビ東京開局50周年記念企画 松本清張 強き蟻（2014年7月2日、テレビ東京） - 石井寛二 役
- キャビンアテンダント刑事〜ニューヨーク殺人事件〜（2014年7月7日、フジテレビ） - 広田誠二 役
- ナースのお仕事 再会編（2014年11月1日、フジテレビ） - 溝口榮太郎 役
- スペシャリスト3（2015年2月28日、テレビ朝日） - 武藤久志 役
- でも、結婚したいっ!〜BL漫画家のこじらせ婚活記〜（2017年4月4日、フジテレビ） - 中野 役
- 冬芽の人（2017年4月5日、テレビ東京） - 西原栄一 役
- 金曜ロードSHOW!特別ドラマ企画 帰ってきた家売るオンナ（2017年5月26日、日本テレビ） - 葉山友明 役
- 報道スクープ映像 昭和・平成の衝撃事件!大追跡SP ドキュメンタリードラマ「疑惑の真相」（2019年3月31日、フジテレビ） - 三浦和義 役[74]
- あの家に暮らす四人の女（2019年9月30日、テレビ東京） - 梶啓介 役[75]
- 日曜プライム / 白日の鴉2（2020年5月10日、テレビ朝日） - 龍野真一 役[76]
- NHKスペシャル「未解決事件 File.09 松本清張と「小説帝銀事件」」（2022年12月29日、NHK）- 田川博一 役[77]

### 映画
- 仮面ライダーシリーズ（東映）
  - 劇場版 仮面ライダーアギト PROJECT G4（2001年9月） - 氷川誠 役[注釈 3]
  - 劇場版 仮面ライダー龍騎 EPISODE FINAL（2002年8月） - お好み焼き屋の客 役[注釈 4]
- 天使の牙B.T.A.（ワーナー・ブラザース映画） - 赤村 役
- 雀鬼くずれ（2003年、ケイエスエス） - 主演・折原 役
  - 雀鬼くずれ2（2003年）
- CASSHERN（2004年、松竹） - バラシン 役
- 亀は意外と速く泳ぐ（2005年、ウィルコ） - 加東先輩 役
- バッシュメント（2005年、シネハウス） - 兄・隆 役
- UDON（2006年8月、東宝） - 青木和哉 役
- ピューと吹く!ジャガー THE MOVIE（2008年、ハピネット） - 主演・ジャガージュン市 役
- K-20 怪人二十面相・伝（2008年、東宝） - 八木博士の助手 役
- GOEMON（2009年、松竹 / ワーナー・ブラザース映画） - 石田三成 役
- パラレル 愛はすべてを乗り越える―。（2009年） - 主演・京谷和幸 役（島谷ひとみとW主演）
- Blood（2009年） - 沖田総司 / 黒沼右京 役
- すべては海になる（2010年、メディアミックス・ジャパン） - 鹿島慶太 役
- さよなら夏休み（2010年、ゴー・シネマ）
- 神様のカルテ（2011年、東宝） - 砂山次郎 役
  - 神様のカルテ2（2014年、東宝）
- 吉祥寺の朝日奈くん（2011年、スローラーナー） - 哲雄先輩 役
- ワイルド7（2011年、ワーナー・ブラザース映画） - 藤堂正志 役
- ガール（2012年、東宝） - 今井哲夫 役
- LIAR GAME -再生-（2012年、東宝） - 赤城コウタ 役
- 大奥〜永遠〜［右衛門佐・綱吉篇］（2012年、松竹、アスミック・エース） - 小谷伝兵衛 役
- 謎解きはディナーのあとで（2013年、東宝） - 石川天明 役
- 劇場版タイムスクープハンター（2013年、ギャガ） - 主演・沢嶋雄一 役
- Mr.マックスマン（2015年10月17日、KATSU-do） - 谷口真一郎 役
- あやしい彼女（2016年4月1日、松竹） - 小林拓人 役[78]
- 星籠の海 探偵ミタライの事件簿（2016年6月4日、東映） - 小坂井准一 役
- バニラボーイ トゥモロー・イズ・アナザー・デイ（2016年9月3日） - 榎本純平 役
- 新宿スワンII（2017年1月21日、ソニー・ピクチャーズ エンタテインメント） - 梶田 役
- DESTINY 鎌倉ものがたり（2017年12月9日、東宝） - 稲荷刑事 役
- OVER DRIVE（2018年6月1日、東宝） - 香川久俊 役
- スマホを落としただけなのに（2018年11月2日公開、東宝） - 武井雄哉 役
- アウト&アウト（2018年11月16日、ショウゲート） - 鶴丸清彦 役
- トラさん～僕が猫になったワケ～（2019年2月15日、ショウゲート） - 浦上栄剛 役
- キングダム（2019年4月19日、東宝 / ソニー・ピクチャーズ エンタテインメント） - 騰 役[79]
  - キングダム2 遥かなる大地へ（2022年7月15日）[80]
  - キングダム 運命の炎（2023年7月28日）[81]
  - キングダム 大将軍の帰還（2024年7月12日）[82]
- 桜のような僕の恋人（2022年3月24日、Netflix） - 神谷 役[83]
- 劇場版TOKYO MER〜走る緊急救命室〜（2023年4月28日、東宝） - 千住幹生 役[84][85]
- シサㇺ（2024年9月13日、ナカチカピクチャーズ） - 平助 役[86][87]
- 【推しの子】-The Final Act-（2024年12月20日、東映） - 鏑木勝也 役[88]

### WEB映画
- 新幹線大爆破（2025年4月23日、Netflix） - 等々力満 役[89]

### WEBドラマ
- CLIMAXドラマ 恋愛編（2008年6月 - 10月13日、MSNビデオ） - 主演・加藤寛 役
- Sweet Room 第3話「トライアングル」（2009年8月、BeeTV） - 主演・タカシ 役
- エセ肉食女の恋愛事情（2011年5月、BeeTV） - 櫻井聡 役
- 今日からヒットマン（2014年10月1日、BeeTV） - 主演・稲葉十吉 役[90]
- 日本をゆっくり走ってみたよ〜あの娘のために日本一周〜 第14話（2018年1月12日、Amazon Prime Video） - 山屋 役
- 東京BTH〜TOKYO BLOOD TYPE HOUSE〜（2018年12月7日（全10話）、Amazon Prime Video） - 主演・ジュン 役（稲垣吾郎、勝地涼とのトリプル主演）
- 【推しの子】（2024年11月28日 - 12月5日、Amazon Prime Video） - 鏑木勝也 役[88]

### テレビ番組
- 幸せって何だっけ 〜カズカズの宝話〜（2004年 - 2008年3月14日、フジテレビ） - レギュラー
- ○○の国の王子様（2008年7月5日 - 9月27日・2009年4月4日 - 6月27日、NHK教育） - カナメール王子（声）
- タイムスクープハンター シーズン1 - 6 （2008年9月13日・2009年4月1日 - 2014年9月20日、NHK総合） - 主演・沢嶋雄一 役
  - タイムスクープハンタースペシャル（2009年12月30日、NHK総合）
- 挑戦するNo.1（2008年10月19日 - 12月28日、テレビ朝日） - ナレーター
- アジアンスマイル（2009年9月27日、NHK総合） - ナレーター
- ブランドストーリー〜悠久への誘い〜（2010年10月9日 - 2012年3月12日、BS日テレ） - ナレーション
- 世界の名画（BS朝日） - ナレーション
  - 世界の名画〜美の殿堂〜（2011年 - 2012年3月）
  - 世界の名画〜美の迷宮への旅〜（2012年4月 - 2013年9月）
  - 世界の名画〜素晴らしき美術紀行〜（2013年10月 - 2014年9月）
  - 世界の名画スペシャル 要潤が行くパリ・印象派の旅（2014年8月8日） - ナビゲーター
- 要博士の異常な映画愛〜勝手にセリフ変えてみました〜（2017年10月 - 12月、テレビ東京） - MC
- 新美の巨人たち（2019年4月 - 、テレビ東京） - Art Traveler

### 舞台
- うそつき弥次郎（2007年5月4日 - 5月28日、明治座）
- サボテンとバントライン（2009年10月30日 - 2009年11月8日、青山円形劇場） - 主演・藤森 役
- 朗読活劇 レチタ・カルダ「燃えよ剣」 （2009年7月18日、壬生寺 / 2009年9月13日、増上寺） - 主演
- 劇場スジナシ in 名古屋（2014年7月11日、名鉄ホール)
- レイディマクベス（2023年10月1日 - 11月12日、よみうり大手町ホール / 11月16日 - 27日、京都劇場） - バンクォー 役[91]

### テレビアニメ
- うどんの国の金色毛鞠（2016年） - 次回予告ナレーション[92]
- かえるのピクルス - きもちのいろ -（2020年）[93]

### ゲーム
- クロヒョウ2 龍が如く 阿修羅編（2012年、セガ） - 野崎亮 役

### CM
- エバラ食品工業「エバラ焼肉のたれ」「鍋の素シリーズ」「和風おろしソース」
- P&G「ヴィダルサスーン」
- アサヒビール「アクアブルー」
- 花王「トイレクイックル　ワッフルみたいなシートになった編」
- 任天堂 Wii「新しいFFをやってみる。」「みんなのおすすめをやってみる。」
- 武田薬品工業「ベンザブロックシリーズ　綾瀬さん3ライン篇」「ベンザブロックL　要さんのカゼ篇」/「ベンザ滋養液」 (2012年 - 2013年)
- ホクト（2013年5月）鈴木砂羽と共演
- ロト6 (2015年)
- キリン「のどごし<生>」（2015年）[94]
- エイチーム「三国大戦スマッシュ!」（2016年）[95]
- 宝くじ クーちゃん
- PE-BANK [96]
- 参天製薬 「サンテメディカル 12」（2019年）[97]
- リクルート住まいカンパニー SUUMO『カナメさんセイコさんのイメージ見て見て』篇（2021年1月 - ） - 誠子（尼神インター）と共演[98]
- スマートシェア (2021年) 「商店街編」「オフィス編」「簡単3ショット編」
- ROKI 高性能フィルター不織布マスク「纏」『纏紹介編』、『花粉対策編』（2021年 - ）[99][100]
- ベリーベスト法律事務所「B型肝炎給付金」篇（2024年）[101]

### ラジオ
- SOUNDS OF STORY〜ASADA JIRO LIBRARY〜　「情夜」（J-WAVE、2013年8月31日） - 朗読[102]
- 岡田惠和 今宵、ロックバーで〜ドラマな人々の音楽談義〜　第255回（NHK-FM、2017年11月4日）[103]
- Be Style（TBSラジオ、2020年4月4日 - 2021年3月27日）
- 要潤のMagic Hour（TBSラジオ、2022年4月2日 - 2025年6月28日）[104]

### PV
- 宇多田ヒカル『誰かの願いが叶うころ』
- SHY『PRECIOUS DAYS』
- SunSet Swish『風のランナー』『マイペース』『夏が来れば』

### その他
- 『読売新聞』連載
- 『うどん県』（香川県 2011年10月 - ）

## 書籍

### 写真集
- 要潤×金子昇/ 抜群 （2002年、講談社）

### 雑誌
- 『王子辞典 Prince Dictionary』（太田出版）
- 『TVぴあ』連載『自分百景』（2007年7月 - 2008年12月）